# Troglopedetes cretensis
Troglopedetes cretensis is een springstaartensoort uit de familie van de Paronellidae. De wetenschappelijke naam van de soort is voor het eerst geldig gepubliceerd in 1976 door Ellis.